# وزارة البيئة (العراق)
وزارة البيئة كانت إحدى تشكيلات الحكومة العراقية.

## مهامها
الاهتمام بالبيئة ومصادر البيئة وتحصيل الإجازات البيئية وغيرها

## قائمة وزراء البيئة
| التسلسل | الاسم                | الصورة       | بداية المنصب        | نهاية المنصب        | رئيس الوزراء       | الرئيس                  |
| ------- | -------------------- | ------------ | ------------------- | ------------------- | ------------------ | ----------------------- |
| 1       | عبد الرحمن صديق كريم |              | 2 أيلول 2003        | 1 حزيران 2004       | مجلس الحكم         | سلطات الاحتلال الأمريكي |
| 2       | مشكاة المؤمن         |              | 1 حزيران 2004       | 3 أيار 2005         | إياد علاوي         | غازي الياور             |
| 3       | نرمين عثمان          |              | 3 أيار 2005         | 23 كانون الأول 2010 | إبراهيم الجعفري    | جلال طالباني            |
| 3       | نرمين عثمان          | نوري المالكي | 3 أيار 2005         | 23 كانون الأول 2010 |                    | جلال طالباني            |
| 5       | سركون صليوا          |              | 23 كانون الأول 2010 | 14 أيلول 2014       |                    | جلال طالباني            |
| 6       | قتيبة الجبوري        |              | 14 أيلول 2014       | 16 آب 2016          | حيدر العبادي       | فؤاد معصوم              |
| 7       | نزار محمد سعيد       |              | 3 ديسمبر 2022       | حتى الآن            | محمد شياع السوداني | عبد اللطيف رشيد         |

### وزراء الصحة والبيئة
في 16 آب 2015، دمجت وزارة البيئة مع وزارة الصحة، بعد أن قرر رئيس الوزراء حيدر العبادي حينها ضمن مرسوم ديواني يقضي بإلغاء أربع وزارات ودمج ثمان أخرى مع بعضها. حتى عام 2022 حيث فصلت وعادت وزارة مستقلة.
| التسلسل | الاسم                   | الصورة | بداية المنصب        | نهاية المنصب        | رئيس الوزراء    | الرئيس     |
| ------- | ----------------------- | ------ | ------------------- | ------------------- | --------------- | ---------- |
| 1       | عديلة حمود العبودي      |        | 16 آب 2016          | 24 تشرين الأول 2018 | حيدر العبادي    | فؤاد معصوم |
| 2       | علاء عبد الصاحب العلوان |        | 24 تشرين الأول 2018 | 15 أيلول 2019       | عادل عبد المهدي | برهم صالح  |
| 3       | جعفر صادق علاوي         |        | 10 تشرين الأول 2019 | 6 آيار 2020         | عادل عبد المهدي | برهم صالح  |
| 4       | حسن محمد التميمي        |        | 7 آيار 2020         | 4 مايو 2021         | مصطفى الكاظمي   | برهم صالح  |
| 5       | هاني العقابي (بالوكالة) |        | 4 مايو 2021         | 3 ديسمبر 2022       | مصطفى الكاظمي   | برهم صالح  |
| 6       | جاسم الفلاحي (بالوكالة) |        | 4 مايو 2021         | 3 ديسمبر 2022       | مصطفى الكاظمي   | برهم صالح  |